# CI Cygni
CI Cygni (CI Cyg / HIP 97594 / GCRV 12195) es una estrella variable en la constelación de Cygnus.
De magnitud aparente máxima +9,90, se localiza entre η Cygni y 15 Cygni.
La distancia a la que se encuentra no es bien conocida, estimándose en 2000 pársecs (6520 años luz).
Aunque en el pasado la proximidad entre CI Cygni y Cygnus X-1 llevó a pensar que ambos objetos podían estar asociados, actualmente dicha asociación ha sido refutada.

## Variabilidad
La variabilidad de CI Cygni fue descubierta en la década de 1900.
Presentaba un espectro peculiar que combinaba dos tipos distintos de espectro, por lo que inicialmente no pudo ser clasificada de acuerdo con ninguno de los tipos conocidos de variables.
Las primeras observaciones constataron que el brillo de CI Cygni variaba de forma irregular entre magnitud fotográfica 12 y 13, existiendo una periodicidad de aproximadamente 900 días entre mínimos sucesivos.
Ciertas características de la curva de luz de CI Cygni, así como peculiaridades de su espectro sugirieron una semejanza con Z Andromedae, prototipo de las estrellas simbióticas; éstas son estrellas binarias cuyas componentes, una gigante roja y una estrella compacta, se hallan rodeadas por una nebulosidad.
Con el tiempo la propia CI Cygni fue también catalogada como estrella simbiótica.
Hoy se sabe que además CI Cygni es una binaria eclipsante con un período de 855,25 días. Durante el eclipse, se produce una disminución de brillo de hasta 3,2 magnitudes y los índices B-V y U-B se desplazan hacia el rojo, sugiriendo que es la gigante roja la que eclipsa a la componente más caliente.

## Características
CI Cygni es un sistema binario en donde la componente fría es una gigante roja de tipo espectral M5.5.
La acompaña un objeto mucho más denso, que inicialmente se pensó podía ser una estrella de la secuencia principal —de 0,5 masas solares— rodeada por un disco de acreción.
Sin embargo, hoy se piensa que dicha acompañante es una enana blanca.
CI Cygni es uno de los pocos sistemas binarios simbióticos en el que la gigante fría llena o casi llena su lóbulo de Roche.
Después de un estado de inactividad de 30 años, CI Cygni sufrió un «estallido» en agosto de 2008, cuando su brillo en banda B aumentó 1,9 magnitudes.
Durante la fase de máximo brillo, la enana blanca aumentó su tamaño hasta ser muy similar a una gigante de tipo F3II/Ib con un radio 28 veces más grande que el radio solar, siendo su temperatura efectiva de aproximadamente 6900 K.